# Królowa (małżonka)
Królowa (królowa małżonka) (analogicznie: cesarzowa, wielka księżna, księżna) – kobieta będąca małżonką aktualnie panującego monarchy i nosząca tytuł odpowiadający tytułowi męża (np. małżonka króla – królowa). Istnieją jednak odstępstwa od tej zasady, np. prawosławne małżonki władców nie mogły zostać koronowane i nosić tytułu królowej. Z tytułem tym nie wiąże się jednak żadna władza polityczna, w przeciwieństwie do monarchini panującej. W polskiej terminologii nie ma wyraźnego rozróżnienia pomiędzy tymi dwiema odmiennymi funkcjami. Zgodnie z tradycją, małżonka monarchy zostaje koronowana.

## Tytuły małżonek władców
- cesarzowa – żona cesarza
  - szachbanu – żona szacha
- caryca – żona cara
- królowa – żona króla
  - sułtanka – żona sułtana
  - maharani – żona maharadży
  - chanum – żona chana
- wielka księżna – żona wielkiego księcia
- arcyksiężna – żona arcyksięcia
- księżna – żona księcia

## Małżonek królowej
W przypadku, gdy królowa pełni funkcje głowy państwa, jej mąż nosi najczęściej honorowy tytuł książę małżonek lub inny. Rzadką praktyką jest nadawanie takiemu mężczyźnie tytułu króla.

## Małżonki władców
- Austriackie cesarzowe
- Angielskie królowe
- Belgijskie królowe
- Brytyjskie królowe
- Bułgarskie królowe
- Duńskie królowe
- Jugosłowiańskie królowe
- Francuskie królowe i cesarzowe
- Greckie królowe
- Hiszpańskie królowe
- Japońskie cesarzowe
- Cesarzowe i niemieckie królowe
  - Bawarskie królowe
  - Pruskie królowe
  - Wirtemberskie królowe
- Norweskie królowe
- Obojga Sycylii królowe
- Polskie królowe
- Portugalskie królowe
- Rosyjskie caryce i cesarzowe
- Rumuńskie królowe
- Rzymskie cesarzowe
- Szwedzkie królowe
- Szkockie królowe
- Włoskie królowe

## Aktualne małżonki panujących monarchów
| Królestwo                                                    | Królowa                                         | Zdjęcie | Małżonek                       | Od kiedy             |
| ------------------------------------------------------------ | ----------------------------------------------- | ------- | ------------------------------ | -------------------- |
| Królestwo Bahrajnu                                           | księżna Sabika bint Ibrahim Al Chalifa          |         | Hamad ibn Isa Al Chalifa       | 14 lutego 2002       |
| Królestwo Belgii                                             | królowa Matylda                                 |         | Filip I                        | 21 lipca 2013        |
| Królestwo Bhutanu                                            | królowa Dziecyn Pema                            |         | Jigme Khesar Namgyel Wangchuck | 27 października 2011 |
| Sułtanat Brunei                                              | królowa Raja Isteri Pengiran Anak Hajjah Saleha |         | Hassanal Bolkiah               | 5 października 1967  |
| Królestwo Danii                                              | królowa Maria                                   |         | Fryderyk X                     | 14 stycznia 2024     |
| Królestwo Hiszpanii                                          | królowa Letycja                                 |         | Filip VI Burbon                | 19 czerwca 2014      |
| Cesarstwo Japonii                                            | cesarzowa Masako                                |         | Naruhito                       | 1 maja 2019          |
| Królestwo Jordanii                                           | królowa Rania                                   |         | Abd Allah II ibn Husajn        | 7 lutego 1999        |
| Królestwo Lesotho                                            | królowa Masenate Mohato Seeiso                  |         | Letsie III                     | 18 lutego 2000       |
| Wielkie Księstwo Luksemburga                                 | wielka księżna Maria Teresa                     |         | Henryk                         | 7 października 2000  |
| Królestwo Maroka                                             | księżna Maroka Lalla Salma                      |         | Muhammad VI                    | 21 marca 2002        |
| Księstwo Monako                                              | księżna Charlene                                |         | Albert II                      | 1 lipca 2011         |
| Królestwo Niderlandów                                        | królowa Maksyma                                 |         | Wilhelm Aleksander             | 30 kwietnia 2013     |
| Królestwo Norwegii                                           | królowa Sonja                                   |         | Harald V                       | 17 stycznia 1991     |
| Królestwo Szwecji                                            | królowa Sylwia                                  |         | Karol XVI Gustaw               | 19 czerwca 1976      |
| Królestwo Tonga                                              | królowa Nanasipauʻu Tukuʻaho                    |         | Tupou VI                       | 18 marca 2012        |
| Zjednoczone Królestwo Wielkiej Brytanii i Irlandii Północnej | królowa Kamila                                  |         | Karol III                      | 8 września 2022      |